# Danaus chrysippus
Danaus chrysippus (Linnaeus, 1758) è un lepidottero diurno appartenente alla famiglia Nymphalidae, diffuso in Africa, Asia, Oceania e nelle Isole Canarie.
Di medie dimensioni, come tutti i membri delle Danainae, consuma principalmente le piante del genere Asclepias, piante contenente composti tossici, i cardenolidi, che sono spesso consumati e immagazzinati nei tessuti da molte farfalle. A causa delle loro proprietà emetiche, la Danaus chrysippus è poco appetibile per la maggior parte dei predatori. Di conseguenza, la colorazione della specie è ampiamente imitata da altre specie di farfalle. Questa specie abita un'ampia varietà di habitat, anche se è meno probabile che prosperi in condizioni simili alla giungla e si trova più spesso in zone più secche e aperte.
D. chrysippus comprende tre sottospecie principali: : D. c. alcippus, D. c. chrysippus, e D. c. orientis. Queste sottospecie si trovano concentrate in regioni specifiche all'interno della gamma più ampia dell'intera specie.
Si ritiene che la D. chrysippus sia una delle prime farfalle raffigurate nell'arte. Un antico affresco egiziano rinvenuto a Luxor e risalente a 3500 anni fa presenta la più antica illustrazione conosciuta di questa specie.